# Alain Gheerbrant
Pour les articles homonymes, voir Gheerbrant.
Alain Gheerbrant, né le 27 décembre 1920 à Paris et mort le 21 février 2013  dans la même ville,, est un poète, écrivain, explorateur et éditeur français.

## Biographie
Le père de Gheerbrant, un avocat de formation, est blessé pendant la Première Guerre mondiale, et se refait dans la politique. Il a été par exemple chargé de mission auprès d'un ministre. Sa mère aime la musique, l'art, la religion. Alain a un frère, Bernard Gheerbrant.
La famille habite un appartement parisien, et possède également une maison de campagne à La Choupardière, près du Mans. La famille du père est corse, et des cousins marseillais viennent passer leurs vacances à La Choupardière. Leur père, l'oncle de Gheerbrant, est originaire de Douai, et sa famille y possède depuis plusieurs générations des terres tenues par des rentiers.  Il est élève de Jean-Paul Sartre au lycée, et reste lié avec lui dans l'immédiat après-guerre. La guerre venue il se réfugie avec sa mère à La Choupardière et passe sa dernière année d'études au Mans, préparant l'école militaire de Saint-Cyr. Il est en vacances en Dordogne lorsque l'armée allemande envahit la France et défile à Paris.
Après-guerre, il se joint au groupe qui entoure Sartre. Il écrit des poèmes et les envoie à André Breton, qui les apprécie. Il veut éditer des livres d'avant-garde, et fonde K éditeur, une petite maison d'édition qui publia notamment Antonin Artaud (Ci-git, précédé de La culture indienne, Van Gogh le suicidé de la société en 1947, Pour en finir avec le jugement de dieu en 1948), Benjamin Péret, Georges Bataille (L'Alleluiah, catéchisme de Dianus, et la nouvelle version de Histoire de l'œil, illustrée par Hans Bellmer en 1947), Aimé Césaire, etc.
Pour la seconde édition de Histoire de l'œil de Bataille, c’est Gheerbrant qui présenta Bataille à Bellmer en mai 1946 : « C’était tentant, dit Gheerbrant, de faire dialoguer un papiste et un luthérien sur leur commune obsession. La  précision nordique et chirurgicale de l’un était faite pour donner forme aux imaginations nocturnes et romantiques de l’autre. Le projet enleva du reste d’emblée leur commun agrément. » Par ailleurs, le livre a été entièrement réécrit, par Bataille lui-même, mais aussi par son éditeur, Alain Gheerbrant.
Ensuite, Alain Gheerbrant a dirigé, de 1948 à 1950, l'expédition Orénoque-Amazone, dont il a tiré son récit de voyage : L'Expédition Orénoque-Amazone, paru en 1952. C'est lui et son équipe qui, entre 1948 et 1950, entreprennent la première traversée de la Sierra Parima, jusqu'alors « enfer vert absolument impénétrable » et seulement peuplé de tribus indiennes inconnues du monde blanc. À cette occasion, il établit un contact pacifique avec les Indiens Yanomami qu'on appelait alors Guaharibos.
Il a réalisé de nombreux reportages dans le monde entier et a publié, en 1982, en collaboration avec Jean Chevalier (1906–1993), un Dictionnaire des symboles, réédité à 19 reprises entre 1982 et 1997.
En 1995, il a rassemblé ses souvenirs dans La Transversale.
Alain Gheerbrant est l'un des personnages principaux du roman de son petit-fils Benjamin Pitchal, La Classe verte.